# GMS Україна
 GMS  - торгова марка, представлена в Україні оператором телекомунікацій ТОВ «Центр Глобальних Повідомлень Україна» (ТОВ «ЦГПУ») і в  Швейцарії провайдером телекомунікаційних послуг компанією Global Message Services AG. 

## Історія
ТОВ «Центр Глобальних Повідомлень Україна» (ТОВ «ЦГПУ») було зареєстровано в Україні у 2006 році, з інвестиціями Global Message Services AG, Швейцарія. ТОВ «ЦГПУ» наразі діє відповідно до отриманих ліцензій Національної комісії, що здійснює державне регулювання у сфері зв`язку та інформатизації  (на надання послуг фіксованого телефонного зв'язку). 

## Членство в організаціях
Член міжнародної асоціації GSMA [Архівовано 28 січня 2021 у Wayback Machine.] з 2007 року, здійснює обмін SMS та MMS відповідно до стандартів GSM Open Connectivity Project. 
ТОВ «ЦГПУ» є дійсним членом Української асоціації операторів зв'язку «ТЕЛАС». 
ТОВ «ЦГПУ» є членом Американської торговельної палати в Україні. 

## Технологічна платформа
Послуги SMS та MMS обміну забезпечуються спеціалізованим обладнанням Openmind Networks. 
Технологічні точки GMS розташовані в Україні (2 точки), Німеччині та Швейцарії. 

## Послуги в Україні
- Міжнародний SMS/MMS обмін
- Масові SMS/MMS розсилки
- Мобільна реклама (Opt-In, Opt-Out)
- Мобільний маркетинг
- Інтерактивні проєкти
- Голосова телефонія
- Розробка програмного забезпечення
- Спеціальні проєкти

У рамках своєї діяльності GMS взаємодіє з мобільними операторами, міжнародними хабами і компаніями в усьому світі. Серед клієнтів компанії – більшість українських банків, страхові компанії, магазини та торгові мережі, інтернет-компанії, рекламні агентства, служби доставки, АЗС тощо.

## Спеціальні проєкти в Україні
У 2008 році GMS (ТОВ «ЦГПУ») спільно з КП «Київтранспарксервіс» реалізувала проєкт для оплати паркування в м. Києві за допомогою мобільного телефону «Мобільне паркування».  
У 2008 році спільно з мобільними операторами України реалізована послуга з відправлення текстових повідомлень на номери фіксованого зв'язку України SMS2Voice (шляхом трансформації текстового в голосове повідомлення).